# Кейносуке Еноеда
Кейносуке Еноеда (Keinosuke Enoeda), е японски каратист 8-и дан, наричан още Тигъра заради несломимия боен дух, който е показал в състезателната си кариера.
Роден е в префектура Фукуока, Япония в семейство на самураи на 4 юли 1935 г. На 7-годишна възраст започва да тренира джудо, участва в състезания и достига 2-ри дан. На 17 години гледа демонстрация по карате от 2 възпитаници на университета Takushoku и се умлича по спорта. Тъй като освен акадамичните си заслуги, този университет е известен със своята спортна секция, специално тежките тренировки по карате, Еноеда постъпва в него.
След 2 години той взима 1-ви дан, след още 2 години (когато е на 21 г.) е вече капитан на университетския отбор. Именно по онова време има честта да получи инструкции и от Гичин Фунакоши.
След завършването си през 1957 г. Еноеда е поканен да премине специалния инструкторски курс към Японската асоциация по карате (ЯАК). Така преминава интензивно всекидневно тригодишно обучение под ръководството на Масатоши Накаяма и Хидетака Нишияма.
Винаги ревностен състезател, Еноеда редовно взима участие в състезания. Спечелва няколко победи в регионални турнири, а през 1961 стига до 3 място в кумите на Общояпонския шампионат. На следващата година вече е 2-ри – побеждава го Хироши Ширай (Hiroshi Shirai), друг инструктор от ЯАК. Чак при третото си поредно участие успява да обърне нещата, побеждава Ширай и става общояпонски шампион, като се класира и като финалист по ката. По онова време мнозина смятат, че Еноеда притежава най-силния удар в Япония, дължащо се на мощното му бедрено движение и постоянно трениране на макивара.
До победата си през 1963 г. преподава малко в Колежа по изкуствата и Военния университет. Състезание се гледа от индонезийския президент Сукаро (Sukarno), който е толкова впечатлен от силата и умението на победителя, че се свързва с ЯАК и преговаря за изпращането на Еноеда в Индонезия като инструктор. Заминава заедно с Накаяма и 4 месеца обучават личната охрана на президента, полицейски и военни структури.
Следвайки политиката за разпространение на карате из света, Еноеда продължава да пътува от страна в страна, докато накрая се установява във Великобритания като официален посланик на ЯАК и главен инструктор на Съюза по карате на Великобритания (Karate Union of Great Britain) над 35 години. Значително време прекарва в ЮАР и САЩ, редовно пътува и в континентална Европа.
Умира в Лондон, Великобритания на 29 март 2003 г.
За неговия живот и успехи е написана книгата Keinosuke Enoeda, Tiger of Shotokan Karate.